# Керованість судна
Керо́ваність су́дна — одна з морехідних якостей судна, що характеризує його здатність рухатись прямолінійно або змінювати напрямок руху за бажанням судноводія.

## Складові керованості
Керованість судна поєднує у собі дві взаємно суперечливі властивості судна:
- стійкість на курсі або курсова стійкість — здатність судна рухатись прямолінійно. Стійкість на курсі може бути автоматичною або експлуатаційною:
  - автоматична стійкість на курсі — це здатність судна без дії стернового органу відновлювати обраний напрямок руху після припинення дії сил збурення (вітру та/чи хвилювання);
  - експлуатаційна стійкість на курсі — здатність судна зберігати заданий напрямок руху за допомогою перекладень керма. Експлуатаційна стійкість на курсі є тим вищою, чим рідше і на менші кути необхідно перекладати кермо для того, щоб судно зберегло заданий напрямок руху. Експлуатаційну стійкість на курсі вважають забезпеченої, якщо в умовах слабкого хвилювання кермо перекладається не більше від 4-6 разів на хвилину на кут 3…5°.
- поворотність — здатність судна певним чином змінювати напрямок руху під впливом органів керування (зазвичай стерна, іноді повортної насадки гребного гвинта, крильчастого рушія);

На відхиленому від прямого положенні стерні виникає поперечна сила, що повертає судно та зміщує його убік. При цьому судно рухається по криволінійній траєкторії, по діаметру кривини якої оцінюють його поворотність. Крива, яку описує центр ваги судна називається циркуляцією судна. Діаметр усталеної циркуляції великих суден дорівнює 4…5 довжинам корпусу, у широких суден — 1,5…2 довжини.
Розрізняють три періоди циркуляції:
- перший — маневрений — за часом збігається із тривалістю перекладки керма,
- другий — еволюційний починається з моменту закінчення перекладки керма й закінчується, коли елементи руху перестануть змінюватися в часі;
- третій — сталий — триває увесь час, поки кермо перебуває в перекладеному положенні. Третій період зазвичай наступає при повороті судна на 100…150° відносно курсу до перекладки керма.

Траєкторія центру мас судна в першому періоді циркуляції являє собою С-подібну криву, у другому — спіралеподібну криву, у третьому — коло з діаметром циркуляції Dц.

## Фактори, що впливають на керованість
Керованість залежить від форми підводної частини корпусу. Поворотність судна погіршується з ростом відношення ширини до довжини (L/B), зі збільшенням площі кормового дейдвуда, носового підрізу і диференту на корму. Поворотність мало змінюється зі зміною коефіцієнта повноти, дещо погіршується з ростом відношення висоти до довжини (D/L) суттєво покращується з ростом відношення ширини до осадки (B/T). Зі збільшенням площі стерна, а також за умови розташування стерна у гвинтовому струмені поворотність при великих кутах перекладки стерна покращується, при малих — погіршується. Крім того, керованість судна суттєво залежить від умов експлуатації (вітер, хитавиця, течія, обмеженість фарватеру тощо).
Для покращення керованості при малих швидкостях інколи застосовують підкермовувальний пристрій, активне стерно (стерно з гребним гвинтом) тощо.